# Молла Панах Вагіф
Молла Панах Вагіф (азерб. ملاپناه واقف, Molla Pənah Vaqif; нар. близько 1717, село Гираг Салахли — пом. 1797, Шуша) — азербайджанський поет і державний діяч (візир) Карабаського ханства XVIII століття.

## Біографія
Молла Панах Вагіф народився в першій половині XVIII століття. Його батьком був Мехті-ага, а мати Аг-гиз. Фірідун Кочарлінський батьківщиною Вагіфа називав селище Гасансу, поблизу Агстафи. Але, в той же час, він відзначав, що за деякими даними батьківщиною поета вважається селище Салахли. Точна дата народження поета не встановлена. За непрямими даними роком його народження називається 1717 рік; Рзакулібек та Адольф Берже вважають, що Вагіф народився трохи пізніше. І. Джахангіров та Салман Мумтаз писали, що Вагіф народився приблизно в 1733 році в Гираг Салахли, біля Казаха.
З юних років він навчався у якогось Шафі-ефенді, опанував арабську та перську мови. Крім цього майбутній поет цікавився астрономією, освоїв навички архітектора. Зважаючи на часті феодальні міжусобиці, які спалахували на кордоні з Грузією, приблизно в 1759 році жителі низки сіл Казаха переселилися до Карабаського ханства. У їх числі опинилася і сім'я Вагіфа. Спочатку він проживав у селищі Тертербасар, де займався викладанням, згодом він відкрив школу в Шуші, де навчав дітей. В Шуші він заснував махаллі Саатли, куди разом з ним переселилися 17 сімей з роду Саатли.
Приблизно в 1769—1770 роках Молла Панах опинився при дворі карабахського хана. За розповіддю Рзакулібека, проживаючи в Шуші, Вагіф товаришував з багатьма впливовими людьми, в числі яких опинився Мірза Велі Бахарли. Останній був довіреною особою карабаського Ібрагім Халіл-хана. Мірза Вели Бахарли здивувався, коли Молу Панах Вагіф заздалегідь повідомив йому про майбутнє місячне затемнення і землетрус, про що він розповів хану. Той зустрівся з Вагіфом і, оцінивши його пізнання, вирішив залучити до управління ханством. Спочатку Вагіфа призначили церемоніймейстером, а пізніше він став головним візиром, пробувши на цій посаді до кінця своїх днів.
За словами придворного історіографа Мірзи Джамала, Вагіф «був відомим і користувався великою популярністю як мудрий і досвідчений візир». Абрахам Бекназарянц, який був придворним Ага Мухаммад-шаха, називав Молла Панаха духовним вождем карабаських тюрків (азербайджанців). Азербайджанські історики XIX століття, які є уродженцями Карабаху, стверджували, що Молла Панах Вагіф користувався великим авторитетом у Ібрагім Халіл-хана. Так, Мірза Адігезаль-бек називав Вагіфа «головним секретарем і співрозмовником, який відає всіма справами країни, є міцною опорою держави…». Карадагі говорив: «покійний Ібрагім-хан вважав Молла Панаха здатним до будь-якої справи, завжди ставився до нього як до найдорожчого товариша і прислухався до його порад». За повідомленням Мир Мехті Хазані, Молла Панах був
|  | найближчою до його величності людиною, що сповіщав його про необхідні заходи. І завжди всі справи всередині і за межами держави хан вирішував за порадою Молли Панахі... Він дав йому повну владу» |

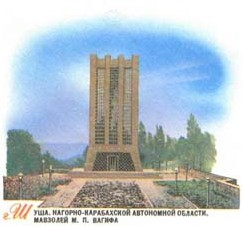
Мавзолей Вагіфа

Перебуваючи на посаді візира, Вагіф брав участь у будівництві багатьох об'єктів в Шуші. Карадагі пише, що «покійний Молла Панах» був керівником усіх робіт, пов'язаних як з особистими будівлями хана і його дітей, так і зі зведенням міської стіни та огорожі. За повідомленням А. Берже: «Вагіф став відомим як досвідчений інженер. Ханський палац у Шуші, житлові будівлі і фортечні стіни були побудовані ним». Популярність Молла Панаха була настільки велика, що донині побутує приказка: «Не всякий грамотій може стати Молла Панахом».
На посаді візира Вагіф проявив неабиякі здібності дипломата. За його участі укладено оборонний союз між Карабахом, Грузією, Талишським та Ериванським ханствами проти Ірану. Він же був ініціатором переговорів з Російською імперією, аби заручитися її підтримкою.
Після приходу до влади в ханстві Мамедбека, останній в 1797 році стратив Вагіфа разом з його сином Аліагой, за переказами, наказавши скинути їх зі скелі в прірву. Ще коли Вагіф перебував в ув'язненні, до Шуши прибув лезгінський поет Ахтили Магеррам, який присвятив хвалебну оду Мамедбеку, вимагаючи в ній звільнення Вагіфа.
Вбивство Вагіфа, перш за все, відбулося з політичних мотивів. У той же час у взаєминах між Мамедбеком Джаванширом і Моли Панахом були й інші епізоди. Наприклад, Вагіф у свій час перешкодив одруженню Мамедбека на ханській доньці, оскільки не бажав його зближення з Ібрагім Халіл-ханом. Історики XIX століття відзначали, що Мамедбек тепер був закоханий у дружину самого Вагіфа.
Будинок поета був розорений, рукописи знищені. Довгий час могила поета була місцем поклоніння, про що писав ще на початку XX століття Фиридун-бек Кочарлінський. У січні 1982 року на могилі поета було відкрито мавзолей (арх. А. Саламзаде та Е. Кануков, скульптор А. Мустафаєв). Місцевість, яка стала місцем спорудження меморіалу, отримала назву «Джидир-дюзі» (поле для скачок), яке розташоване у південно-східній частині міста. Під час Карабаської війни мавзолей зруйновали.

## Приватне життя
Крім рідної, він вільно володів перською та арабською мовами. Вагіф прийняв шиїзм і намагався перетягти до цієї течії також інших вчених і літераторів (наприклад, Моллу Відаді).
Дружиною поета була Гизханум. За наявними мізерним відомостями, у Вагіфа були дві дочки та син Аліага, який писав вірші під псевдонімом Алім. Дочки були видані заміж за синів іншого азербайджанського поета Молла Вели Відаді. Щодо сина варто також сказати, що він був відомий як «Алі» і як «Касим».

## Творчість
Для поезії Вагіфа характерні вірші, написані переважно у розмірі хеджу. В той же час його газелі, мухамаси і мустазади свідчать про те, що він досконало володів розміром аруз. Крім того, Вагіф — автор цілого ряду гошм.
Після смерті Вагіфа рукописи його віршів були знищені або розкрадені. Однак, ряд віршів збереглися в пам'яті ашугів, а деякі люди навіть збирали і переписували його твори в особливі зошити — джунги. У Республіканському рукописному фонді Азербайджану та музеї історії азербайджанської літератури знаходяться десятки джунгів, а також рукописних альманахів — тезкіре з віршами поета.
Перша збірка з віршами поета («Вагіф і його сучасники»), до якого увійшло 70 його поетичних творів, видано в 1856 році в Темір-Хан-Шурі історіографом Мірза Юсуфом Нерсесовим (Карабагі). Укласти збірку допоміг поет Мірзаджан Мадатов, який і порадив зібрати поетичну збірку. Першим перекладом Вагіфа іншою мовою є газель, опублікована в 1849 році в журналі «Рубон» в перекладі поета Тадеуша Лада-Заблоцького польською мовою.
Поетична творчість Вагіфа відкрила нову сторінку в азербайджанської поезії, було близькою народу. Лірика поета життєрадісна; Вагіф тверезо судить про реальне життя, а її негаразди прагне подолати силою розуму, знаходячи філософський сенс навіть в скорботах. Вищу нагороду людині Вагіф бачив у земній, майже язичницькій любові. На відміну від поетів-романтиків, які оспівували піднесено-жертовну любов до ідеальної красуні, Вагіф поетизує насолоду, створює образи цілком реальних красунь, веселих повій («Фіалка», «Двох красунь я славлю», «Груди пружні і прекрасні»).
У пізні роки у віршах Вагіфа відчувається мотив мінливості долі (безсилля людини перед долею, провидіння), звичайний для середньовічної східної лірики («Відаді, ти на ці черстві серця глянь»). Гіркотою просякнута філософська лірика («Хто досконалий, того осягають напасті долі»), пройнята також іронічним ставленням до світу обману і зла («Я шукав правду, але правди знову і знову немає»).
Разом з Відаді, старшим сучасником і другом, Вагіф увів до азербайджанської поезії ашузьку форму гошма, яка найбільш близька до народної поетичної творчості. Своїми ж газелями, мухаммасами, написаними безпосередньо у класичній формі, Вагіф віддав данину і поетичній школі Фізулі. Вірші Вагіфа і сьогодні співаються ашугами і співаками. Існує азербайджанська приказка, яка говорить: «Не всякий, хто навчається, стане Молла Панахом».

### Вплив і значення
Ашуг Алі називав Вагіфа «ханом поетів», а великий азербайджанський літературознавець початку ХХ століття Фирідун Кочарлінський — «національним поетом». Ашуг Алі (Кліберлі) з Караджадага неодноразово називав Вагіфа своїм учителем.
Великий лезгінський поет Цьою Емін ще в ранньому віці відчув на собі сильний вплив Вагіфа, з творчістю якого був знайомий ще в дитинстві. Дух вагіфівської поезії відчувається як в лезгинських, так і в азербайджанських віршах Еміна, але особливо на початковому періоді його азербайджаномовної творчості. Літературознавець М. Ярахмедов, досліджував творчий зв'язок Вагіфа та Еміна, відзначив, що Цьою Емін був ідейним спадкоємцем Вагіфа.
Вагіф був улюбленим поетом радянсько-азербайджанського поета Самеда Вургуна, який писав: «Ще з раннього дитинства я перебував під сильним впливом творчості Вагіфа. Його прекрасні вірші, ясна і народна мова здійснила на мою творчість великий вплив. Під впливом могутньої поетичної чарівності Вагіфа я писав перші свої вірші». Життя Вагіфа знайшло художнє втілення в драматичній поемі Вургуна «Вагіф». Вагіфу присвячено інший твір Вургуна — вірш «Смерть поета».
Трагічна доля Вагіфа у центрі роману письменника Юсиф Візира Чеменземінлі «У крові».